# Biesiedino (obwód kurski)
Biesiedino (ros. Беседино) – wieś (ros. село, trb. sieło) w zachodniej Rosji, centrum administracyjne sielsowietu biesiedinskiego w rejonie kurskim (obwód kurski).

## Geografia
Miejscowość położona jest nad Racią (prawy dopływ Sejmu), 13 km na wschód od centrum administracyjnego rejonu (Kursk), przy drodze federalnej R-298 (Kursk – Woroneż – R22 «Kaspij»; część europejskiej trasy E38).
We wsi znajduje się ulica Sołowjinaja i w sumie 438 posesji.
Klimat
Miejscowość, jak i cały rejon, znajduje się w strefie klimatu kontynentalnego z łagodnym ciepłym latem i równomiernie rozłożonymi opadami rocznymi (Dfb w klasyfikacji klimatów Köppena).
|                            | Sty  | Lut  | Mar  | Kwi | Maj  | Cze  | Lip  | Sie  | Wrz  | Paź  | Lis  | Gru  |
| -------------------------- | ---- | ---- | ---- | --- | ---- | ---- | ---- | ---- | ---- | ---- | ---- | ---- |
| Najwyższe temperatury (°C) | -4,3 | -3,3 | 2,6  | 13  | 19,4 | 22,7 | 25,4 | 24,7 | 18,2 | 10,5 | 3,2  | -1,3 |
| Najniższe temperatury (°C) | -8,9 | -9   | -5,1 | 2,6 | 9    | 12,9 | 15,8 | 14,8 | 9,6  | 3,8  | -1,3 | -5,5 |
| Opady (mm)                 | 51   | 44   | 46   | 50  | 60   | 69   | 72   | 55   | 60   | 59   | 46   | 49   |
| Ilość dni z opadami        | 8    | 8    | 8    | 7   | 8    | 8    | 9    | 6    | 7    | 7    | 7    | 9    |

## Demografia
W 2010 r. wieś zamieszkiwały 1154 osoby.